# Óscar Muñoz
Óscar Muñoz, né en 1951 à Popayán, est un peintre et sculpteur colombien.

## Biographie
Óscar Muñoz étudie à l’Institut des Beaux-arts (Instituto de Bellas Artes) de Cali. En 1971, un an après avoir obtenu son bachillerato, il termine avec succès sa formation en arts plastiques. La même année, il réalise sa première exposition individuelle intitulée Dibujos Morbosos.
En 2000, il réalise dans un format vertical le design du billet de 50 000 pesos colombiens, ce dernier étant ensuite préparé par l’Imprimerie de billets de la Banque de la République de Colombie (Imprenta de Billetes del Banco de la República de Colombia) avec l’aide de l’imprimerie anglaise Thomas De La Rue.
L’installation Ambulatorio datant de 1994 consiste en une immense cartographie de la ville de Cali, qui agit ici comme support. En effet il s’agit d’une prise de vue aérienne de la ville, disposée au sol et sous une plaque de verre sur laquelle marche le spectateur. Au fur et à mesure de l’avancée de celui-ci le verre se fissure sous ses pieds, créant à chaque pas une nouvelle fissure dans l’espace urbain de Cali.

## Prix et récompenses
Liste non exhaustive
2018 : Prix international de la Fondation Hasselblad,